# Suframa
La Superintendencia de la Zona Franca de Manaos (en portugués Superintendência da Zona Franca de Manaus (Suframa)) es un ente autárquico que administra la Zona Franca de Manaos que tiene la responsabilidad de construir un modelo de desarrollo regional que contemple la sustentabilidad del uso de los recursos naturales disponibles en la Amazonia. Fue creada por el decreto - ley n.º 288 el 28 de febrero de 1967.